# USS Menhaden (SS-377)
USS Menhaden (SS-377) là một  tàu ngầm lớp Balao được Hải quân Hoa Kỳ chế tạo trong Chiến tranh Thế giới thứ hai. Nó là chiếc tàu chiến thứ hai của Hải quân Hoa Kỳ và là chiếc tàu ngầm duy nhất được đặt cái tên này, theo tên loài cá mòi dầu. Hoàn tất quá trễ để có thể tham gia trong Thế Chiến II, nó ngừng hoạt động sau khi xung đột chấm dứt vào năm 1946, rồi được nâng cấp trong khuôn khổ Dự án GUPPY IIA vào năm 1952 để tiếp tục phục vụ trong các cuộc Chiến tranh Lạnh và Chiến tranh Việt Nam cho đến năm 1971. Con tàu bị loại bỏ như một mục tiêu thực hành tại Keyport, Washington vào năm 1976 và cuối cùng bị tháo dỡ vào năm 1988. Menhaden được tặng thưởng tổng cộng ba Ngôi sao Chiến trận do thành tích phục vụ trong Chiến tranh Lạnh và Chiến tranh Việt Nam.

## Thiết kế và chế tạo
Thiết kế của lớp Balao được cải tiến dựa trên  tàu ngầm lớp Gato dẫn trước, là một kiểu tàu ngầm hạm đội có tốc độ trên mặt nước cao, tầm hoạt động xa và vũ khí mạnh để tháp tùng hạm đội chiến trận. Khác biệt chính so với lớp Gato là ở cấu trúc lườn chịu áp lực bên trong dày hơn, và sử dụng thép có độ đàn hồi cao (HTS: High-Tensile Steel), cho phép lặn sâu hơn đến 400 ft (120 m). Con tàu dài 311 ft 9 in (95,02 m) và có trọng lượng choán nước 1.526 tấn Anh (1.550 t) khi nổi và 2.424 tấn Anh (2.463 t) khi lặn. Chúng trang bị động cơ diesel dẫn động máy phát điện để cung cấp điện năng cho bốn động cơ điện, đạt được công suất 5.400 shp (4.000 kW) khi nổi và 2.740 shp (2.040 kW) khi lặn, cho phép đạt tốc độ tối đa 20,25 hải lý trên giờ (37,50 km/h) và 8,75 hải lý trên giờ (16,21 km/h) tương ứng. Tầm xa hoạt động là 11.000 hải lý (20.000 km) khi đi trên mặt nước ở tốc độ 10 hải lý trên giờ (19 km/h) và có thể hoạt động kéo dài đến 75 ngày.
Tương tự như lớp Gato dẫn trước, lớp Balao được trang bị mười ống phóng ngư lôi 21 in (530 mm), gồm sáu ống trước mũi và bốn ống phía phía đuôi tàu, chúng mang theo tối đa 24 quả ngư lôi. Vũ khí trên boong tàu gồm một hải pháo 4 inch/50 caliber, một khẩu pháo phòng không Bofors 40 mm nòng đơn và một khẩu đội Oerlikon 20 mm nòng đôi, kèm theo hai súng máy .50 caliber. Trên tháp chỉ huy, ngoài hai kính tiềm vọng, nó còn trang bị ăn-ten radar SD phòng không và SJ dò tìm mặt biển. Tiện nghi cho thủy thủ đoàn bao gồm điều hòa không khí, thực phẩm trữ lạnh, máy lọc nước, máy giặt và giường ngủ cho hầu hết mọi người, giúp họ chịu đựng cái nóng nhiệt đới tại Thái Bình Dương cùng những chuyến tuần tra kéo dài đến hai tháng rưỡi.
Menhaden được đặt lườn tại xưởng tàu của hãng Manitowoc Shipbuilding Company ở Manitowoc, Wisconsin vào ngày 21 tháng 6, 1944. Nó được hạ thủy vào ngày 20 tháng 12, 1944, được đỡ đầu bởi cô Mirium R. Johnson, và được cho nhập biên chế cùng Hải quân Hoa Kỳ vào ngày 22 tháng 6, 1945 dưới quyền chỉ huy của Hạm trưởng, Trung tá Hải quân David Hayward McClintock.

## Lịch sử hoạt động

### 1945 - 1946
Vận hành bởi hạm trưởng và thủy thủ nguyên từ tàu ngầm Darter (SS-227) vốn bị mất do mắc cạn trong trận Hải chiến vịnh Leyte vào tháng 10, 1945, Menhaden tiến hành chạy thử máy và huấn luyện tại hồ Michigan cho đến ngày 15 tháng 7, 1945. Sau đó nó được đưa lên một ụ nổi tại Lockport, Illinois, và được kéo đi băng qua sông Chicago và dọc theo sông Mississippi, đi đến New Orleans, Louisiana. Nó khởi hành vào ngày 27 tháng 7 để đi sang vùng kênh đào Panama, và thực hành huấn luyện ngoài khơi Balboa, Panama vào những ngày Thế Chiến II chấm dứt vĩnh viễn. Sau đó từ ngày 1 đến ngày 16 tháng 9, nó cùng Hải đội Tàu ngầm 19 thực hiện chuyến đi sang Trân Châu Cảng.
Tại Trân Châu Cảng vào ngày 24 tháng 11, Menhaden có vinh dự được chọn là soái hạm của Thủy sư Đô đốc Chester W. Nimitz, Tư lệnh Hạm đội Thái Bình Dương (CINCPAC) và Tư lệnh Khu vực Mặt trận Thái Bình Dương (CINCPOA), trong buổi lễ ông bàn giao chức tư lệnh CINCPAC và CINCPOA cho Đô đốc Raymond A. Spruance để nhận chức Chủ nhiệm tác chiến Hải quân Hoa Kỳ.
Menhaden tiếp tục hoạt động tại vùng biển Hawaii cho đến ngày 2 tháng 1, 1946, khi nó lên đường quay trở về vùng bờ Tây, đi đến San Francisco, California vào ngày 8 tháng 1. Nó được cho xuất biên chế tại Xưởng hải quân Mare Island vào ngày 31 tháng 5, 1946 và được đưa về Hạm đội Dự bị Thái Bình Dương.

### 1951 - 1973
Được cho nhập biên chế trở lại tại Xưởng hải quân Mare Island vào ngày 7 tháng 8, 1951 dưới quyền chỉ huy của Hạm trưởng, Thiếu tá Hải quân Ralph G. Johns, Jr., Menhaden gia nhập Hải đội Tàu ngầm 5 và hoạt động dọc theo vùng bờ Tây từ căn cứ San Diego, California. Nó lại được xuất biên chế tại Mare Island vào ngày 13 tháng 8, 1952 để được hiện đại hóa trong khuôn khổ Chương trình Công suất đẩy dưới nước lớn hơn (GUPPY IIA), giúp cải thiện đáng kể tốc độ lặn dưới nước và tầm xa hoạt động.
Khi nhập biên chế trở lại vào ngày 6 tháng 3, 1953 dưới quyền chỉ huy của Hạm trưởng, Thiếu tá Hải quân William R. Werner, Menhaden gia nhập Hải đội Tàu ngầm 3 tại San Diego vào ngày 12 tháng 6. Đến ngày 21 tháng 9, nó lên đường cho một lượt phục vụ tại Viễn Đông, và từ căn cứ Yokosuka, Nhật Bản, nó đã hoạt động trong khu vực biển Hoa Đông và biển Đông cho đến ngày 11 tháng 2, 1954. Quay trở về San Diego vào ngày 23 tháng 3, chiếc tàu ngầm hoạt động huấn luyện thực hành và tập trận hạm đội tại vùng bờ Tây cho đến ngày 18 tháng 8, 1955, khi nó khởi hành cho lượt phục vụ thứ hai tại khu vực Tây Thái Bình Dương. Nó tham gia tuần tra tại eo biển Đài Loan trước khi quay trở về vùng bờ Tây vào ngày 17 tháng 2, 1956. 
Trong những năm tiếp theo, Menhaden hoàn tất thêm sáu lượt phục vụ cùng Đệ Thất hạm đội tại khu vực Tây Thái Bình Dương. Trong thành phần Đội tàu ngầm 32, nó hoạt động tại các vùng biển Nhật Bản, Đài Loan Philippines và Australia, thực hiện các chuyến tuần tra trinh sát và khảo sát thủy văn ngoài khơi Triều Tiên và Việt Nam. Xen kẻ giữa các chuyến đi này, nó thực hành huấn luyện từ căn cứ San Diego, tham gia nhiều cuộc tập trận hạm đội cũng như hỗ trợ huấn luyện cho Trường Sonar Hạm đội và cho nhân sự thuộc Hải quân Dự bị Hoa Kỳ. Vào đầu năm 1968, chiếc tàu ngầm lại có một chuyến đi sang Viễn Đông kéo dài sáu tháng, hoạt động chủ yếu ngoài khơi bờ biển Việt Nam.
Menhaden được cho xuất biên chế vào ngày 13 tháng 8, 1971 và rút tên khỏi danh sách Đăng bạ Hải quân vào ngày 15 tháng 8, 1973. Đến năm 1976, con tàu được kéo từ California đến Washington. Lườn tàu được tháo dỡ động cơ và được sơn màu vàng, và được sử dụng làm mục tiêu để thực hành huấn luyện ngoài khơi bờ biển Washington. Cuối cùng nó bị tháo dỡ tại Everett, Washington vào năm 1988.

## Phần thưởng
Menhaden được tặng thưởng một Ngôi sao Chiến trận do thành tích phục vụ trong Chiến tranh Lạnh, và thêm hai Ngôi sao Chiến trận khác khi hoạt động tại Việt Nam.
|             |  |                           |
| Bronze star |  | Bronze star · Bronze star |

| Huân chương Chiến dịch Châu Á-Thái Bình Dương                   | Huân chương Chiến thắng Thế Chiến II      | Huân chương Phục vụ Trung Hoa                          |
| Huân chương Phục vụ Phòng vệ Quốc gia với 1 Ngôi sao Chiến trận | Huân chương Viễn chinh Lực lượng Vũ trang | Huân chương Phục vụ Việt Nam với 2 Ngôi sao Chiến trận |